# Wirenia argentea
Wirenia argentea is een Solenogastressoort uit de familie van de Gymnomeniidae. De wetenschappelijke naam van de soort is voor het eerst geldig gepubliceerd in 1921 door Odhner.